# Nižné Nemecké
Nižné Nemecké (in ungherese: Alsónémeti) è un comune della Slovacchia facente parte del distretto di Sobrance, nella regione di Košice.